# سیب‌زمینی سرخ‌شده خانگی (فیلم)
سیب‌زمینی سرخ‌شده خانگی (به انگلیسی: Home Fries) فیلمی محصول سال ۱۹۹۸ و به کارگردانی بروس مک‌کولوچ است. در این فیلم بازیگرانی همچون درو بریمور، کاترین اوهارا، لوک ویلسون، جیک بیوزی، شلی دووال، درل میچل، لانی فلاهرتی و کریس الیس ایفای نقش کرده‌اند.